# San Vicente del Caguán
San Vicente del Caguán là một khu tự quản thuộc tỉnh Caquetá, Colombia. Thủ phủ của khu tự quản San Vicente del Caguán đóng tại San Vicente del Caguán Khu tự quản San Vicente del Caguán có diện tích 17875 ki lô mét vuông. Đến thời điểm ngày 28 tháng 5 năm 2005, khu tự quản San Vicente del Caguán có dân số 30790 người.